# أوليفا كريسوبليكتا
أوليفا كريسوبليكتا هي نوع من حلزونات البحر، وهي رخويات بحرية بطنية الأرجل من فصيلة القواقع الزيتونية، الزيتونيات.

## الوصف
طول الصدفة يتراوح ما بين 15 ملليمتر و27 ملليمتر

## التوزيع
توجد هذه الأنواع البحرية بالقرب من اوكيناوا، الفلبين وفيجي

## روابط خارجية

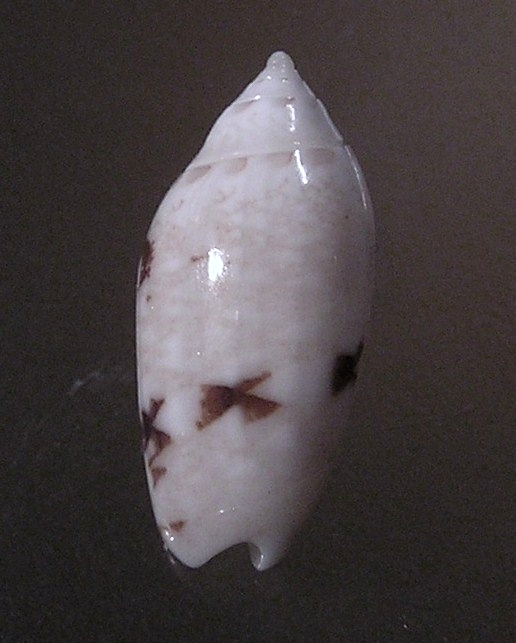
صورة توضيحية

- Gastropods.com: Oliva (Acutoliva) chrysoplecta